# FBI-razzia a Mar-a-Lago rezidencián

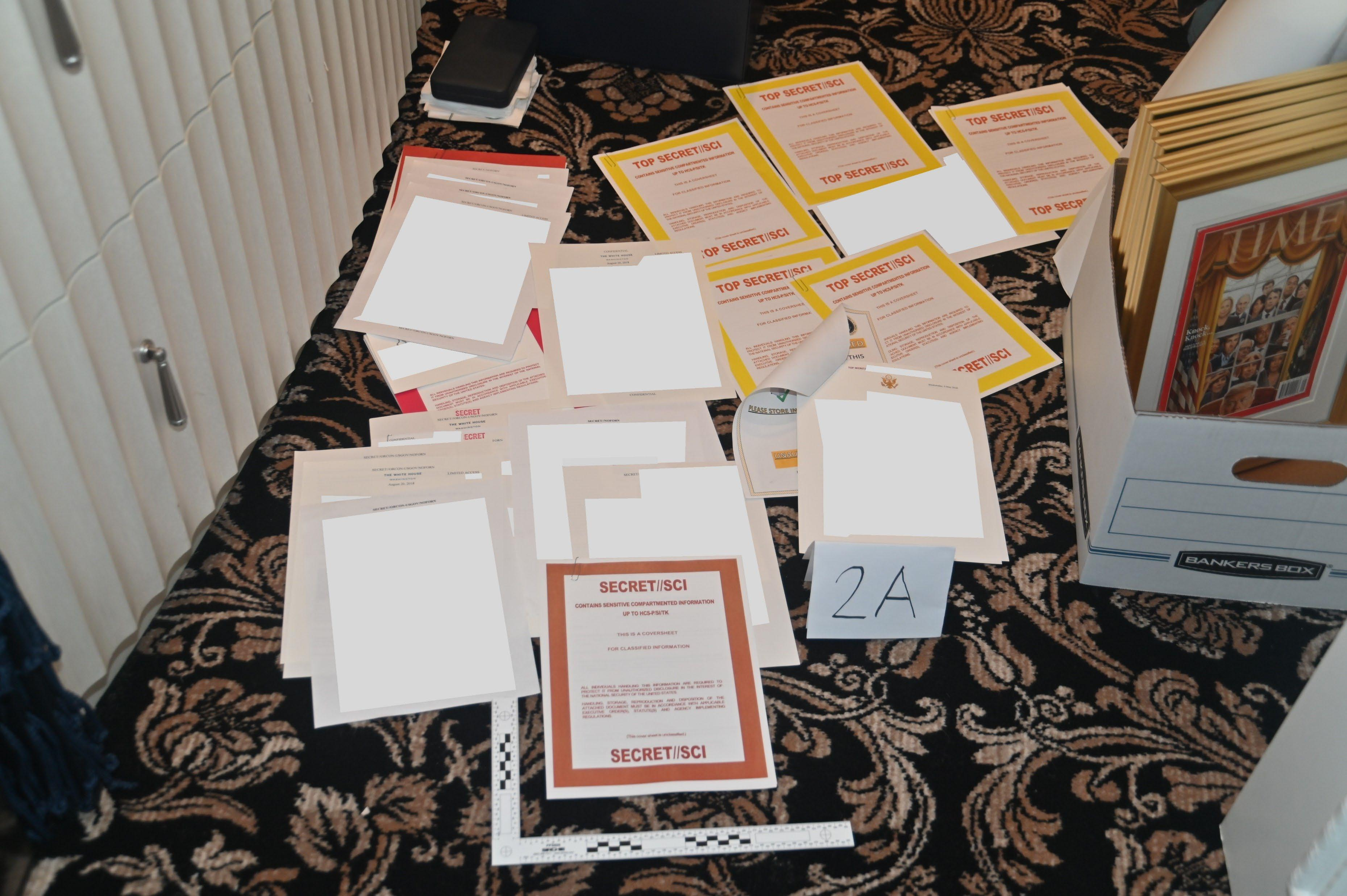
A rezidencián talált „szigorúan bizalmas” felirattal rendelkező dokumentumok egy halmaza

2022. augusztus 8-án a Szövetségi Nyomozóiroda házkutatást tartott a Mar-a-Lago rezidencián, a floridai Palm Beachen. A kutatás részeként feltörték Donald Trump volt amerikai elnök széfét is, és átkutatták a teljes hotelt. A kutatás fő célpontja azon dokumentumok megtalálása volt, amiket Trump a Fehér Házból vitt a rezidenciára, amik között a gyanú szerint titkosított papírok is voltak. Trump a New York-i Trump Towerben volt a razzia idején. Jóváhagyta az Egyesült Államok legfőbb ügyésze, Merrick Garland.
Az ügynökök 11 doboz dokumentumot tudtak visszaszerezni: ezek közül egy a „legszigorúbban titkosított/kényes információ”, négy a „szigorúan bizalmas,” három a „titkos” és három a „bizalmas” kategóriába tartozott. A házkutatási engedély, amelyet néhány nappal a razzia után nyilvánosságra hoztak, azt mutatta, hogy az FBI Trump után három szövetségi bűncselekmény miatt nyomoz: dokumentumok eltávolítása vagy elpusztítása, igazságszolgáltatás akadályozása és az 1917-es kémtörvény megszegése. A The New York Times információi szerint 300 titkosított CIA, FBI és NSA-dokumentumot találtak.

## Háttér

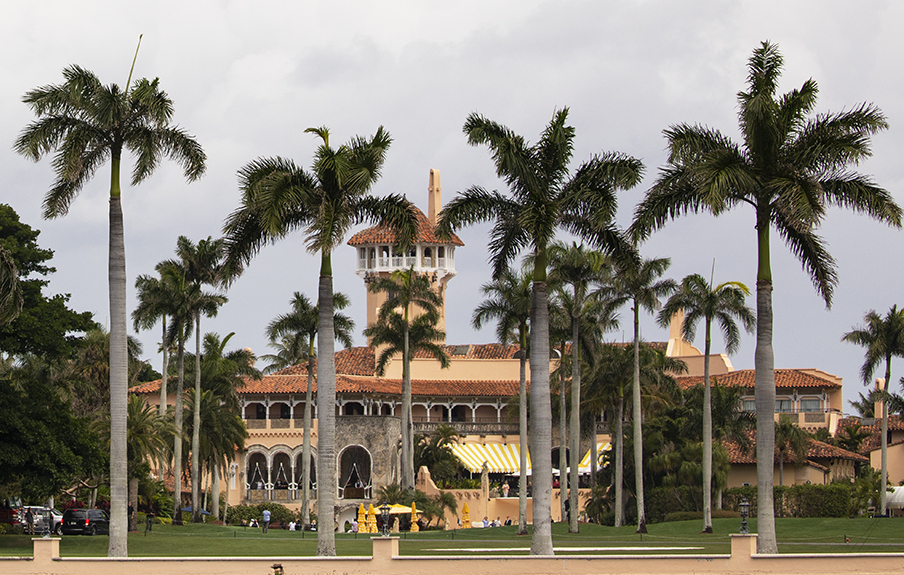
A Mar-a-Lago Donald Trump elnöksége idején, 2019-ben

Már elnöksége során is gyakran megkérdőjelezték azt, hogy Trump hogyan kezeli a dokumentumokat, amik tulajdonába jutnak és azoknak esetenkénti nyilvánosságra hozatalát. Korábbi dolgozók a Fehér Házból azt mondták, hogy esetekben széttépett, megrágott vagy lehúzott a vécén olyan elnöki dokumentumokat, amelyeket kötelessége lett volna megtartani. Esetenként ezeken titkosított hírszerzési adatok is szerepeltek.
2022 januárjának közepén a Nemzeti Archívum felfedezte, hogy Trump elvitt 15 doboz dokumentumot a Fehér Házból. Ezek között voltak olyanok is, amelyeket törvényes kötelessége lett volna a Nemzeti Archívumnak adni. Trump februárban visszaadta a dobozokat az Archívumnak, ahol felfedezték, hogy egyes dokumentumokon „nagyon titkos biztonsági információk” is szerepeltek. Áprilisban a szövetségi kormány nyomozást indított a dobozokkal kapcsolatban és elrendelte a Mar-a-Lago átkutatását.
A házkutatási jogot azért kapták meg, mivel ugyan Trump sok dokumentumot visszajuttatott, egyes ügynökök gyanúja szerint nem adott mindent vissza és visszatartott titkosított információt. Will Hurd, korábbi CIA-ügynök és republikánus képviselő a következőt mondta: „Trump és jogászai elismerték, majd átadták a Fehér Házból jogtalanul eltávolított dokumentumokat és az épületen kívül tárolták. Természetesen, volt joga az FBI-nak arra, hogy többet keressenek.”

## A házkutatás
2022. augusztus 8-án az FBI véghezvitte az elrendelt házkutatást a nyomozás részeként, ami a dokumentumokkal kapcsolatos esetleges nem megfelelő bánásmóddal kapcsolatban indult. A titkosszolgálat segítségével jutott be az FBI az épület területére és Trump ügyvédei a helyszínen voltak a kutatás idején. Az FBI ügynökei csapatokban dolgoztak, miközben átkutatták a titkosított dokumentumokat, hogy biztossá tegyék, hogy semmilyen információ, amihez hozzá jutnak az nem kiváltságos a volt elnök és ügyvédei között. A házkutatási kérvényt Bruce Reinhardt bíró hagyta jóvá. A The New York Times szerint az ügynökök nem viselték a megszokott ügynökségi kabátjaikat és visszafogottak voltak a kutatás elvégzése közben. Átkutatták a pincében található raktárt, Trump irodáját a második emeleten, ahol kinyitották a volt elnök széfét, de semmit se találtak, mielőtt végül az elnök rezidenciájára is bejutottak volna.
Peter Schorsch, a FloridaPolitics.com dolgozója volt az első, aki lehozta a kutatás hírét: „A Szövetségi Nyomozóiroda @FBI ma lefolytatott egy házkutatást a Mar-a-Lagóban... Nem tudom pontosan mivel kapcsolatban volt a kutatás. Az az igazság, nem vagyok elég jó riporter, hogy lekövessem, de az biztos, hogy igazi.” The Wall Street Journal szerint az FBI-ügynökök nagyjából tíz doboz irattal hagyták el az épületet.
A Fehér Ház bejelentette, hogy Joe Biden hivatalban lévő elnök nem tudott a házkutatásról, mielőtt az megtörtént.

## A házkutatási engedély kiadása

### Az engedély kiadása
Ahogy az a szokás az Igazságügyi Minisztériumban (DOJ), hogy nem szólnak hozzá folyamatban lévő nyomozásokhoz és tekintve, hogy Merrick Garland legfőbb ügyész is korlátozta ezen közlemények kiadását, a kormány nem szólalt fel a házkutatással kapcsolatban.
Ugyan a DOJ nem adott ki közleményt, egy Trumphoz közeli személy kapcsolatba lépett a minisztériummal, hogy a volt elnök üzenetét közvetítse a legfőbb ügyész felé. Kijelentette, hogy az emberek az országban mérgesek, hogy ez a kutatás megtörténhetett.
Augusztus 11-én a DOJ beadott egy kérvényt a bíróságon, hogy adják ki a kutatási engedélyt, ha Trump nem ellenzi azt. Ugyanezen a napon Garland tartott egy sajtótájékoztatót, ahol elmondta, hogy ezt a kérvényt a minisztérium beadta azt követően, hogy „a volt elnök nyilvánosan is megerősítette a kutatást, a körülményekre való tekintettel és az állampolgárok érdeklődését figyelembe véve.” Garland ezek mellett elmondta, hogy „a jogrend fenntartása azt jelenti, hogy a törvényt egyenletesen betartatjuk félelem és előnyben részesítés nélkül” és kritizálta az FBI és az Igazságügyi Minisztérium ügynökei és bírói professzionalizmusának alaptalan megkérdőjelezését.
Trump később azt mondta közösségi média oldalán, hogy támogatja a dokumentumok kiadatását, de ő maga nem volt hajlandó megjelentetni azt, a bíróságra hagyták. Augusztus 12-én hozták nyilvánosságra a házkutatási engedélyt, de a két FBI-ügynök aláírását titkosították.

### Kérések a házkutatáshoz vezető nyilatkozat kiadására
A Judicial Watch konzervatív csoport és a Times Union újság beadtak kérvényeket az összes bírósági dokumentum kiadatására. A CNN, a The Washington Post, az NBC News és a Scripps is hasonló kéréseket tett, amik között voltak az eskü alatt tett írott nyilatkozatok, amik a házkutatáshoz vezettek. A The New York Times Company, a CBS, a The Palm Beach Post, a The Miami Herald, a The Tampa Bay Times, a Wall Street Journal, az Associated Press és az ABC mind beadták saját kérvényeiket.
Augusztus 15-én az Igazságügyi Minisztériumban (DOJ) beadott egy kérvényt a bíróságra, amiben ellenezték a nyilatkozatok kiadását. A DOJ indoklásai között szerepelt, hogy „a nyomozás magas szinten titkosított” és az információ kiadása veszélyeztetné a nyomozás integritását és a szemtanúk közreműködésének valószínűségét ebben, és más „hasonló nagyságú ügyekben,” kiemelve „a fenyegetéseket, amiket az FBI ügynökei kaptak az augusztus 8-i házkutatást követően.” A DOJ azt nyilatkozta, hogy ha a bíró a nyilatkozat kiadása mellett dönt, akkor titkosítani fogják a dokumentum túlnyomó részét, így nem sok értelme lesz annak és nem adna semmi érdemes információt. A DOJ a nyilatkozat helyett más dokumentumok kiadását kérte.
Augusztus 18-án a szövetségi bíró tartott egy meghallgatást a kérvényekről, hogy kiadják a nyilatkozatot. Jay Bratt, a DOJ kémelhárítási igazgatója azt mondta, hogy a nyomozás még nagyon kezdetleges és, hogy a nyilatkozat kiadása feltárhatná a minisztérium nyomozási technikáit, veszélyeztethetné a fontos szemtanúk kilétét és veszélynek tenné ki a szövetségi ügynököket. Bratt elmondása szerint a nyilatkozaton szerepel információ az esküdtszékről és arról, hogy a Mar-a-Lago rezidencián hogyan próbálták megakadályozni az igazságügyi dolgozók munkáját. A bíró bejelentette, hogy ki fogja adni a nyilatkozatot és egy hetet adott a minisztériumnak, hogy beadja a kért titkosításokat. Trump kérte a titkosítatlan dokumentum kiadását, de hivatalos bírósági kérvényt nem adtak be.
Ugyanezen a napon a bíró több, a folyamathoz kapcsolódó dokumentumot is kiadott, beleértve a házkutatási engedély kérvényét, a DOJ első kérését a dokumentumok teljes titkosítására és annak jóváhagyását. A dokumentumok szerint az FBI az után kutatott, hogy a Trump által ellopott dokumentumok „tudatosan a nemzetvédelmi információ megtartásának” céljával történt-e.
Egy 13 oldalas rendeletben, amit augusztus 22-én adtak ki, a bíró azt nyilatkozta, hogy többször is átolvasta a nyilatkozatot, mielőtt jóváhagyta volna a kutatási engedélyt és úgy gondolta, hogy a nyilatkozó által adott információ megbízható volt. Ezek mellett megosztotta, hogy egyetért a minisztériummal abban, hogy a szükséges titkosítások következtében a dokumentum használhatatlan lenne, viszont nem értett egyet azzal, hogy a dokumentum kiadása egy veszélyes precedens. Ezt követően felkérte a minisztériumot, hogy adja be a titkosítási kérvényeket és biztosítson további bizonyítékot egy héten belül.
Augusztus 25-én az Igazságügyi Minisztérium beadta titkosítási kérvényeket és a bíró, miután beleegyezett a titkosításba, felszólította az intézményt, hogy augusztus 26. délig jelentesse meg a nyilatkozatot.

### A nyilatkozat kiadása
Mind a titkosított részeket tartalmazó nyilatkozat és a titkosítás indoklása is augusztus 26-án jelent meg.
Az indoklás szerint a titkosítás elkerülhetetlen volt a szemtanúk és az FBI ügynökeinek védelme miatt, illetve, hogy elkerüljék a nyomozás akadályozását és, hogy megvédjék az esküdtszéket.

## Reakciók

### Donald Trump
Trump elítélte a kutatást közösségi média oldalán: „Ezek sötét idők a nemzetünknek, gyönyörű otthonom, a Mar-a-Lago, a floridai Palm Beach-en, jelenleg ostrom alatt áll, megrohamozva és elfoglalva FBI-ügynökök nagy csoportja által. Soha semmi ilyen még nem történt az Egyesült Államok elnökével.” A nyomozást az 1970-es évekbeli Watergate-botrányhoz hasonlította és kijelentette, hogy egy politikai kampány, hogy megakadályozzák indulását a 2024-es elnökválasztáson.
Robert Costa (CBS News) írása szerint Trump „néhány szövetségese arra bíztatja, hogy a történések következtében gyorsítsa fel döntését 2024-gyel kapcsolatban” és, hogy „senki se fogja kihívni a párton belül... míg mások azt mondják neki, hogy maradjon nyugodt és várjon.”

### Republikánusok
Mike Pence, Trump volt alelnöke kijelentette, hogy a kutatás aláásta az ország bizalmát az igazságügyi rendszerben, megjegyezve, hogy „Az Egyesült Államok elnökének magánotthonában még soha nem volt razzia az amerikai történelemben.”
Több republikánus politikus, mint Ron DeSantis floridai kormányzó, Rick Scott floridai szenátor és Lindsey Graham dél-karolinai szenátor mind elítélték a házkutatást. Kevin McCarthy, a Képviselőház kisebbségi vezetője a következőt írta Twitteren: „Eleget láttam. Az Igazságügyi Minisztérium elérte a fegyverré tett politikai akciók tűrhetetlen állapotát. MIkor a Republikánusok visszaveszik a Képviselőházat, azonnali kutatást fogunk elrendelni a minisztériumban, követni fogjuk a tényeket és minden követ megmozgatunk. Garland főügyész tartsd meg dokumentumaidat és tisztítsd meg a naptáradat.” Marjorie Taylor Greene szélsőjobboldali képviselő az FBI támogatásának megvonását kérte. Több nagy befolyással rendelkező republikánus szenátor viszont nem szólalt meg az esettel kapcsolatban, mint Mitch McConnell szenátusi kisebbségi vezető, John Thune whip, Joni Ernst és Tom Cotton. Brian Fizpatrick, az FBI korábbi ügynöke és Pennsylvania képviselője pedig azt mondta, hogy „Követni fogom a tényeket és integritással fogok választ adni.”
A New York Young Republican Club kiadott egy közleményt, amiben a következőt írták: „internacionalista erők és szövetségeseik, akik célja a köztársaságunk alapjainak aláásása átlépték a Rubicont... Az unió jövője a tét.” Anthony Sabatini floridai politikus kijelentette, hogy az államnak „meg kell szakítania minden kapcsolatát az Igazságügyi Minisztériummal” és, hogy le kell tartóztatni bármely olyan FBI-ügynököt, aki az állam engedélye nélkül végez kutatásokat vagy rendőrségi feladatait.” Mehmet Oz szenátorjelölt kijelentette, hogy amit a minisztérium véghez vitt aznap este csak rosszabbá teszi a helyzetet.”
Andrew McCabe, az FBI korábbi igazgatóhelyettese kijelentette, hogy a kutatást nem végezték volna el, ha nem lett volna elég bizonyítékuk, hogy szükséges.

### Demokraták
A demokrata vezetők nem igazán szólaltak fel az FBI razziájával kapcsolatban. Nancy Pelosi házelnök azt mondta, hogy az elvárás, hogy az FBI-nak volt indoklása a házkutatás végrehajtásához, de kijelentette, hogy ezen kívül nem volt semmi tudomása az eseményről. Hozzáadta ezek mellett, hogy „senki se áll a törvény fölött.” Chuck Schumer szenátusi vezető nem volt hajlandó nyilatkozni.

### Szélsőjobboldali politikai kommentátorok
Szélsőjobboldali politikai szakértők kijelentették, hogy a házkutatás akár erőszakhoz is vezethet, mint egy második polgárháború. A kutatás napján a #CivilWar népszerű volt a Twitteren. Polgárháborúval kapcsolatos információáramlás megnövekedett az összes olyan platformon, mint a Truth Social, a Gab, a Telegram és Twitter. Ezeknek élén voltak olyan politikai kommentátorok, mint Steven Crowder és Nicholas J. Fuentes fehér felsőbbrendűségi aktivista. Nagyjából két tucat Trump-követő gyűlt össze a Mar-a-Lago előtt, tüntetve a házkutatás ellen.

#### Támadás az FBI irodája ellen
Augusztus 11-én Ricky Shiffer, egy 42 éves Trump-követő felfegyverkezve megpróbált betörni az FBI irodájába Cincinnatiben, Ohióban. A férfi, aki meghalt a támadás közben, részt vett a Capitolium ostromában is, 2021 januárjában. Miután az FBI átkutatta a Mar-a-Lagót, Trump közösségi média platformján, a Truth Socialön Shiffer azt írta, hogy FBI-ügynököket akart gyilkolni. Shiffer évekig szélsőjobboldali és szélsőséges ideológiákat osztott. 2022 májusa óta figyelte az FBI.